# Havās
Havās (persiska: حَواس كَندی, هواس, Ḩavās Kandī) är en ort i Iran.   Den ligger i provinsen Ardabil, i den nordvästra delen av landet, 500 km nordväst om huvudstaden Teheran. Havās ligger 479 meter över havet och antalet invånare är 185.
Terrängen runt Havās är lite kuperad, och sluttar norrut. Runt Havās är det ganska tätbefolkat, med 58 invånare per kvadratkilometer. Närmaste större samhälle är Germī, 15,8 km sydväst om Havās. Trakten runt Havās består till största delen av jordbruksmark.